# Tex Winter
Morice Fredrick Winter, detto Tex (Wellington, 25 febbraio 1922 – Manhattan, 10 ottobre 2018), è stato un allenatore di pallacanestro statunitense.
Divenne famoso in tutto il mondo per lo sviluppo ed il perfezionamento dell'attacco triangolo (Triangle offense o Triple-Post offense).
Nel 2011 è stato incluso nel Naismith Memorial Basketball Hall of Fame.

## Carriera
Tex Winter frequentò la Huntington Park High School per poi laurearsi alla University of Southern California nel 1947, dove imparò il Triangle offense, sistema di gioco offensivo basato sulla equidistanza dei 5 giocatori e sulla formazione di triangoli equilateri ideato originariamente dal coach Sam Barry, membro della Basketball Hall of Fame.
Scelse immediatamente di intraprendere la carriera di allenatore come assistente di Jack Gardner, anche lui membro della Basketball Hall of Fame, alla Kansas State University. Da allora allenerà consecutivamente per i successivi 57 anni.
Nel 1952 iniziò un biennio come capo-allenatore alla Marquette University, diventando il più giovane allenatore della storia del college basketball: nel 1954 tornò invece alla Kansas State University, dove fu capo-allenatore per i successivi 15 anni, ottenendo un record complessivo di 261-118 (68,9% di vittorie), vincendo otto titoli della Big Eight Conference ed avanzando a due Final Four. Winter venne nominato come Allenatore dell'Anno dalla United Press a livello nazionale nel 1958.
Nel 1962, inoltre, pubblicò il primo libro dedicato al Triangle offense – che aveva applicato con successo alla Kansas State University – intitolato The Triple-Post Offense. In seguito alla sua partenza da Kansas State, fu brevemente allenatore della University of Washington, Northwestern University ed alla Long Beach State. In totale vinse 454 partite a livello universitario.
Nelle stagioni dal 1972 al 1974 fece il salto tra i professionisti diventando allenatore della franchigia NBA degli Houston Rockets, ottenendo un record di 51-78.
Nel 1985 iniziò un nuovo capitolo della sua vita, diventando assistant coach dei Chicago Bulls, insegnando il Triangle offense a Michael Jordan. Venne assunto dal general manager Jerry Krause, un vecchio amico incontrato ai tempi di Kansas State. Come assistente di Phil Jackson, che divenne capo allenatore dei Bulls nel 1989, Winter giocò un ruolo fondamentale nelle vittorie di 6 titoli NBA nel 1991, 1992, 1993, 1996, 1997 e 1998.
Successivamente Winter seguì Phil Jackson ai Los Angeles Lakers, dove ottenne tre ulteriori titoli consecutivi, nel 2000, 2001 e 2002.
Winter è membro di diverse Hall of Fame, ed è stato insignito del John Bunn Award per i successi ottenuti in carriera dalla Naismith Basketball Hall of Fame. È membro del Naismith Memorial Basketball Hall of Fame dal 2011.
Nell'estate del 2007 è stato protagonista, assieme al collega Bob Kloppenburg (suo compagno di squadra alla University of Southern California), di due clinic riservati agli allenatori italiani tenutisi a Montecatini Terme ed a Torino organizzato dalla Pgs Don Bosco Crocetta; proprio a Montecatini, commosso, ha annunciato il proprio ritiro dal basket professionistico.